# 学校法人廣池学園
学校法人廣池学園（がっこうほうじんひろいけがくえん）は、本部を千葉県柏市に置くモラロジーに基づいた道徳教育（知徳一体）を推進する学校法人。

## 関連組織
- 麗澤大学
- 麗澤大学大学院
- 麗澤オープンカレッジ
- 麗澤中学校・高等学校
- 麗澤瑞浪中学校・高等学校
- 麗澤幼稚園
- 一般社団法人麗澤校友会
  - れいだい麗澤会
  - れいこう麗澤会
  - みずこう麗澤会
- 麗澤大学出版会
- れいたくキャンパスプラザ

## 歴史[1]
- 1935年（昭和10年） - 廣池千九郎が「道徳科学専攻塾」として創立
- 1942年（昭和17年） - 財団法人廣池学園設立
東亜専門学校開校
- 1943年（昭和18年） ‐ 道徳科学専攻塾を東亜専門学校に移行
- 1944年（昭和19年） - 東亜専門学校を東亜外事専門学校に校名改称
- 1947年（昭和22年） - 東亜外事専門学校を千葉外事専門学校に改称
- 1948年（昭和23年） - 道徳科学専攻塾高等部（本科及び農業別科）開校
- 1950年（昭和25年） - 道徳科学専攻塾高等部　本科を普通課程に、農業別科を定時制普通課程に変更
麗澤短期大学を開学
- 1951年（昭和26年） - 財団法人廣池学園を学校法人廣池学園に組織変更
道徳科学専攻塾高等部を麗澤高等学校に校名改称
- 1959年（昭和34年） - 麗澤大学開学。麗澤短期大学を移行
- 1960年（昭和35年） - 麗澤大学中国語学科開設
麗澤高等学校瑞浪分校を開校
- 1961年（昭和36年） - 麗澤高等学校　瑞浪分校を麗澤瑞浪高等学校と校名変更
- 1962年（昭和37年） - 麗澤瑞浪高等学校　定時制普通課程開校
- 1963年（昭和38年） - 麗澤瑞浪高等学校　全日制普通課程開校
- 1972年（昭和47年） - 麗澤日本語学校開校
- 1976年（昭和51年） - 麗澤大学　別科日本語研修課程開設
- 1980年（昭和55年） - 麗澤幼稚園開園
- 1985年（昭和60年） - 麗澤瑞浪中学校開校
- 1988年（昭和63年） - 麗澤大学　外国語学部　日本語学科開設
- 1992年（平成4年） - 麗澤大学　国際経済学部開設
- 1996年（平成8年）　- 麗澤大学大学院（言語教育研究科・国際経済研究科）開設
- 1998年（平成10年） - 麗澤大学大学院　博士課程開設
- 1999年（平成11年） - 麗澤大学　国際経済学部　国際産業情報学科開設
- 2001年（平成13年） - 麗澤大学大学院言語教育研究科比較文明専攻（M,D）開設
- 2002年（平成14年） - 麗澤中学校開校。
- 2006年（平成18年） - 麗澤大学大学院言語教育研究科英語教育専攻（M）開設
麗澤オープンカレッジ開校
- 2008年（平成20年） - 麗澤大学外国語学部英語学科、ドイツ語学科、中国語学科、日本語学科を外国語学科に改組
麗澤大学　国際経済学部（国際経済学科、国際経営学科、国際産業情報学科）を経済学部（経済学科、経営学科）に改組
- 2012年（平成24年） - 麗澤大学大学院国際経済研究科を経済研究科に改組
- 2018年（平成30年） - 麗澤大学大学院学校教育研究科道徳教育専攻（M）開設
- 2020年（令和2年）　- 麗澤大学国際学部開設
- 2024年（令和6年）　- 麗澤大学工学部および経営学部開設